# Metal Box
Az 1979-es Metal Box a Public Image Ltd második nagylemeze. A cím az eredeti kiadásra utal, ami egy, a zenekar logójával díszített fém, 16 mm-es film tartóból állt, benne három lemezzel. 1980-ban jelent meg duplalemezként Second Edition címmel.
A lemezt a post-punk és az experimentális rock mérföldkövének tartják. 2002-ben a Pitchfork Media Az 1980-as évek 100 legjobb albuma listáján 19.lett, míg a következő évben a Rolling Stone magazin Minden idők 500 legjobb albuma listáján a 469. helyre került. Szerepel az 1001 lemez, amit hallanod kell, mielőtt meghalsz című könyvben.

## Az album dalai
| 1. | Albatross | Public Image Ltd | 10:32 |

| 1. | Memories  | Public Image Ltd | 5:05 |
| 2. | Swan Lake | Public Image Ltd | 4:19 |

| 1. | Poptones  | Public Image Ltd | 7:45 |
| 2. | Careering | Public Image Ltd | 4:32 |

| 1. | No Birds  | Public Image Ltd | 4:43 |
| 2. | Graveyard | Public Image Ltd | 3:07 |

| 1. | The Suit | Public Image Ltd | 3:29 |
| 2. | Bad Baby | Public Image Ltd | 4:30 |

| 1. | Socialist Chant Radio 4 | Public Image Ltd Keith Levene | 12:31 |

## Közreműködők
- John Lydon – ének
- Keith Levene – gitár, billentyűk
- Jah Wobble – basszusgitár
- Jim Walker – dob
- Richard Dudanski – dob

## Fordítás
Ez a szócikk részben vagy egészben a Metal Box című angol Wikipédia-szócikk ezen változatának fordításán alapul.  Az eredeti cikk szerkesztőit annak laptörténete sorolja fel. Ez a jelzés csupán a megfogalmazás eredetét és a szerzői jogokat jelzi, nem szolgál a cikkben szereplő információk forrásmegjelöléseként.